# 八字宪法
农业八字宪法，或八字宪法，是1958年毛泽东根據中國農民群眾生產實際經驗和科學技術成果，提出的农业增产八项措施，即“土（壤）、肥（料）、水（利）、种（子）、密（植）、保（植物保護）、管（田間管理）、工（具）”:503。因地制宜採取這些措施，確保農業穩定增收成:503。